# مانجريكار جيمس
مانجريكار جيمس (بالإنجليزية: Manjrekar James) هو لاعب كرة قدم كندي ودومينيكاوي في مركزي الدفاع والوسط، ولد في 5 أغسطس 1993 في روسو في دومينيكا. شارك مع منتخب كندا تحت 20 سنة لكرة القدم ومنتخب كندا تحت 23 سنة لكرة القدم ومنتخب كندا لكرة القدم. أما مع النوادي، فقد لعب مع نادي ديوسجوري ونادي فاساس ونادي ميتييلاند.

## وصلات خارجية
- مانجريكار جيمس على موقع قاعدة بيانات كرة القدم.إي يو (الإنجليزية)
- مانجريكار جيمس على موقع ناشيونال فوتبول تيمز (الإنجليزية)
- مانجريكار جيمس على موقع Soccerway.com (الإنجليزية)
- مانجريكار جيمس على موقع عالم كرة القدم.نت (الإنجليزية)